# Santana Lopez
Santana Lopez est un des personnages principaux de la série télévisée américaine Glee, interprétée par Naya Rivera et doublée en français par Valérie Nosrée. Elle est étudiante dans le lycée de fiction McKinley dans la ville de Lima, en Ohio. Elle est également pom-pom girl dans l'équipe des Cheerios. Santana rejoint la chorale dès le deuxième épisode de la série en compagnie de Quinn Fabray et Brittany Pierce, ses meilleures amies. Santana révèle et finit par accepter son homosexualité dans la saison 3 en sortant avec Brittany. Dans les saisons 4 et 5, Santana vit à New York où elle travaille comme serveuse dans un bar avec Rachel. Dans la saison 5, après avoir été la doublure de Rachel dans Funny Girl, Santana devient sa responsable publicitaire.

## Histoire du personnage
D'origine hispanique, Santana est membre des Cheerios au lycée McKinley, une équipe de Pom Pom Girls dirigée par Sue Sylvester. Elle est souvent vue en compagnie de Brittany S.Pierce et Quinn Fabray, qui sont également cheerleaders. Toutes trois rejoignent le Glee Club en y interprétant le titre I Say a Little Prayer de Dionne Warwick à l'instigation de Sue Sylvester qui les envoie espionner le Glee Club, dans l'intention de détruire la chorale de l'intérieur. Elle est sortie avec beaucoup de garçons, dont Noah Puckerman, Sam Evans, Finn Hudson, David Karofsky avant de s'assumer en tant que lesbienne et est donc sortie avec Brittany Pierce et plus récemment avec Dani, jouée par Demi Lovato. Personnage mineur au début de la série, elle deviendra un des personnages les plus importants par la suite.

## Saison 1
Dans la saison 1, Santana est un personnage mineur de la série. Ses apparitions sont très souvent des piques lancés aux autres membres de la chorale ainsi que des remarques désagréables. Elle est souvent vue avec sa meilleure amie Brittany, ou avec Quinn avec qui elle fait équipe pour détruire le Glee Club sous les ordres de Sue Sylvester. Dans cette saison, elle sortira avec Noah Puckerman pendant trois épisodes (et jouera au chat et à la souris avec lui pendant toute la saison) et prendra la virginité de Finn Hudson. Ses prestations vocales sont assez mineures dans cette saison.

## Saison 2
Durant la saison 2, elle commence à prendre un peu plus d'importance. Elle se met à fréquenter Sam Evans, l'ex-petit ami de Quinn, après avoir fait exploser le couple Quam. Elle sort brièvement avec Dave Karofsky pour gagner des voix au bal de promo, mais perdra finalement le titre de reine face à Kurt. Elle commencera à voir sa meilleure amie avec qui elle aura une relation saphique.

## Saison 3
Dans la saison 3, Santana sort avec Brittany. Elle fera son coming out lors de l'épisode 7, mais sa grand-mère ne l'acceptera pas et la reniera. À l'inverse, sa mère la soutiendra et lui donnera de l'argent pour partir à New York et réaliser ses rêves, mais Santana refusera pour aller dans une université de cheerleading dans le Kentucky.

## Saison 4
Dans la saison 4, Santana et Brittany rompent à cause de la distance au détour de la chanson Mine (épisode 4)
. Elle reviendra aussi jouer dans Grease dans le rôle de Rizzo pour sauver le spectacle quand Finn ne trouvera personne pour incarner le personnage. Elle aidera Quinn à raisonner Rachel lorsque celle-ci voudra poser seins-nus et partira vivre chez Kurt et Rachel à New York dans l'épisode 13 de la saison.
C’est également elle qui mettra en garde Rachel sur les réelles activités de son petit ami a New York.
Elle flirtera avec Quinn durant le  mariage de Will et Emma et finira par coucher avec elle en étant un peu soûle. Mais cela n’ira pas plus loin  car Quinn aime les hommes bien que cette dernière ait affirmé avoir passé un bon moment. 
Rachel et Kurt la raisonneront quand elle travaillera comme danseuse dans un bar, et lui feront comprendre qu'elle rêve de danser. À partir de là, elle prendra des cours de danse à la NYADA.

## Saison 5
Santana travaille comme serveuse dans un bar avec Rachel. Elle révélera à celle-ci avoir tourné une pub pour Yeast-I-Stat, un médicament traitant les mycoses vaginales. Elle rencontre Dani qui deviendra sa petite-amie qui travaille dans ce même bar. Elle sera présente lors de la demande de mariage de Blaine à Kurt. Lors du 3e épisode de la saison, on apprend le décès de Finn. Quand ce fut son tour de rendre hommage à ce dernier, elle chantera If I Die Young mais craque au cours de sa performance. Dans l'épisode 9, elle auditionne pour devenir la doublure de Rachel dans Funny Girl et obtient cette place. À partir de là, elle entre en compétition avec Rachel qui déménage du loft maintenant habité par Kurt et Santana. Brittany et Santana se remettent ensemble dans l'épisode 13. Dans l'épisode 19, Rachel engage Santana en tant que sa publicitaire.

## Saison 6
Dans l'épisode 2, Santana revient à McKinley comme les anciens pour aider Kurt et Rachel à relancer le Glee club. Elle recrute Mason et Madison avec l'aide de Quinn et Brittany. Dans l'épisode 3, Santana demande à Brittany de l'épouser, ce à quoi elle répond oui. Dans l'épisode 6, Brittany engage Artie comme l'organisateur de son mariage avec Santana. Celle-ci organise également une rencontre entre Santana et sa grand-mère pour l'inviter au mariage, mais elle refuse. Dans l'épisode 8, Santana et Brittany finissent de préparer leur mariage, qui se transforme en un double mariage avec Kurt et Blaine. La grand mère de Santana assiste à la cérémonie et se réconcilie avec sa petite fille. À la fin de l'épisode, Brittany et Santana s'envolent pour une lune de miel aux Bahamas offerte par Sue.
Elle fait une dernière apparition lors de l’épisode 13, pour chanter la dernière chanson de la série « i lived » avec tous les New Direction

## Interprétation

### Solo
- Science Fiction/Double Feature (en) (Rocky Horror Picture Show)  - 2x05
- Valerie (Amy Winehouse et Mark Ronson)  - 2x09
- Trouty Mouth (composition originale)  - 2x16
- Songbird (en) (Fleetwood Mac)  - 2x19
- Back To Black (Amy Winehouse)  - 2x21
- Santa Baby (en) (Marilyn Monroe)  - 3x09
- If I Can't Have You (en) (Yvonne Elliman)  - 3x16
- Mine (Taylor Swift)  - 4x04
- Nutbush City Limits (Tina Turner)  - 4x13
- Girl On Fire (Alicia Keys)  - 4x13
- Cold Hearted (Paula Abdul)  - 4x16
- If I Die Young (en) (The Band Perry) - 5x03
- Don't Rain on My Parade (Funny Girl) - 5x09
- Alfie (Cilla Black) - 6x06

### Duo/trio/quatuor

#### Saison 1
- - I Say a Little Prayer (Dionne Warwick) avec Quinn Fabray et Brittany Pierce - 1x02
  - Like a Virgin (Madonna) avec Rachel Berry, Jesse St James, Will Schuester, Emma Pillsbury et Finn Hudson - 1x15
  - The Boy Is Mine (Brandy et Monica) avec Mercedes Jones - 1x18
  - Bad Romance (Lady Gaga) avec Kurt Hummel, Quinn Fabray, Mercedes Jones, Tina Cohen-Chang, Rachel Berry et Brittany Pierce - 1x20 
  - Don't Stop Believin'' (Journey) avec Rachel Berry, Finn Hudson, Noah Puckerman et les New Directions - 1x22 
  - To Sir, With Love (en) (Lulu) avec Rachel Berry, Finn Hudson, Kurt Hummel, Mercedes Jones et les New Directions - 1x22

#### Saison 2
- - Me Against the Music (Madonna et Britney Spears) avec Brittany Pierce - 2x02 
  - River Deep, Mountain High (Ike & Tina Turner) avec Mercedes Jones - 2x04 
  - Thriller / Heads Will Roll (Michael Jackson / Yeah Yeah Yeahs) avec Artie Abrams, Finn Hudson, les New Directions et les Titans - 2x11 
  - Blame It (en) (Jamie Foxx ft. T-Pain) avec Artie Abrams, Mercedes Jones et Noah Puckerman - 2x14 
  - Landslide (en) (Fleetwood Mac) avec Holly Holliday et Brittany Pierce - 2x15 
  - Dancing Queen (Abba) avec Mercedes Jones - 2x20
  - I Love New York / New York, New York (Madonna / Frank Sinatra) avec Finn Hudson, Mercedes Jones et les New Directions - 2x22

#### Saison 3
- - We Got the Beat (en) (The Go-Go's) avec Rachel Berry, Brittany Pierce et les New Directions - 3x01 
  - Run the World (Girls) (Beyoncé) avec Brittany Pierce et les filles de McKinley - 3x03 
  - Candyman (Christina Aguilera) avec Mercedes Jones et Brittany Pierces (maintenant appelées les Troubletones) - 3x04
  - A Boy Like That (en) / I Have A Love (West Side Story) avec Rachel Berry - 3x05 
  - America (West Side Story) avec Noah Puckerman, Tina Cohen-Chang, Rory Flanagan et Mike Chang - 3x05 
  - One Way or Another / Hit Me with Your Best Shot (Blondie / Pat Benatar) avec Finn Hudson, les Troubletones et les New Directions - 3x06 
  - Rumour Has It / Someone Like You (Adele) avec Mercedes Jones et les Troubletones - 3x06 
  - I Kissed a Girl (Katy Perry) avec Rachel Berry et les filles du Glee Club - 3x07
  - Constant Craving (K.D. Lang) avec Kurt Hummel et Shelby Corcoran - 3x07
  - Survivor / I Will Survive (Destiny's Child / Gloria Gaynor) avec les Troubletones - 3x08 
  - We Are Young (Fun.) avec Rachel Berry, Brittany Pierce et les New Directions - 3x08 
  - The First Time Ever I Saw Your Face (Roberta Flack) avec Rachel Berry, Mercedes Jones et Tina Cohen-Chang - 3x10 
  - We Found Love (Rihanna ft. Calvin Harris) avec Rachel Berry et les New Directions - 3x10
  - Bad (Michael Jackson) avec Artie Abrams, Blaine Anderson et les New Directions VS les Warblers - 3x11 
  - Smooth Criminal (Michael Jackson) avec Sebastian Smythe - 3x11 
  - Black or White (Michael Jackson) avec Rachel Berry, Artie Abrams, Mercedes Jones et les New Directions - 3x11
  - La Isla Bonita (Madonna) avec David Martinez - 3x12
  - Fly / I Believe I Can Fly (Nicki Minaj ft. Rihanna / R. Kelly) avec Rachel Berry, Brittany Pierce et les New Directions - 3x14 
  - Stronger (What Doesn't Kill You) (Kelly Clarkson) avec Mercedes Jones Brittany Pierce et les Troubletones - 3x14 
  - Disco Inferno (The Trammps) avec Mercedes Jones et Brittany Pierce - 3x16
  - More Than a Woman (Bee Gees) avec Finn Hudson et Kurt Hummel - 3x16 
  - Stayin' Alive (Bee Gees) avec Mercedes Jones, Finn Hudson et les New Directions - 3x16 
  - How Will I Know (Whitney Houston) avec Rachel Berry, Mercedes Jones et Kurt Hummel - 3x17
  - I Wanna Dance with Somebody (Who Loves Me) (Whitney Houston) avec Brittany Pierce - 3x17 
  - So Emotional (Whitney Houston) avec Rachel Berry - 3x17
  - Cell Block Tango (en) (Chicago) avec Mercedes Jones, Sugar Motta, Brittany Pierce et Tina Cohen-Chang - 3x18 
  - Shake It Out (Florence And The Machine) avec Tina Cohen-Chang et Mercedes Jones - 3x18
  - Love You Like A Love Song (Selena Gomez & the Scene) avec Brittany Pierce et Tina Cohen-Chang (chœurs) - 3x19 
  - Take My Breath Away (Berlin) avec Quinn Fabray - 3x19 
  - The Edge Of Glory (Lady Gaga) avec les Troubletones, Quinn Fabray et Tina Cohen-Chang - 3x21 
  - Paradise by the Dashboard Light (en) (Meatloaf) avec Rachel Berry, Finn Hudson, Noah Puckerman et les New Directions - 3x21
  - Tongue Tied (Grouplove) avec Artie Abrams, Finn Hudson et les New Directions - 3x21 
  - We Are the Champions (Queen) avec Rachel Berry, Finn Hudson, Quinn Fabray, Kurt Hummel et les New Directions - 3x21

#### Saison 4
- - The Scientist (Coldplay) avec Rachel Berry, Brittany Pierce, Finn Hudson, Will Schuester, Kurt Hummel, Blaine Anderson et Emma Pillsbury - 4x04 
  - There Are Worse Things I Can Do (Grease) avec Cassandra July et Wade Adams - 4x06
  - Homeward Bound / Home (Simon et Garfunkel / Phillip Phillips) avec Quinn Fabray, Mike Chang, Finn Hudson et Noah Puckerman - 4x08
  - Come See About Me (en) (The Supremes) avec Quinn Fabray et Brittany Pierce - 4x08 
  - Love Song (en) (Sara Bareilles) avec Rachel Berry et Quinn Fabray - 4x12 
  - Make No Mistake, She's Mine (Barbra Streisand et Kim Carnes) avec Sam Evans - 4x13
  - We've Got Tonight (en) (Kenny Rogers et Sheena Easton) avec Rachel Berry, Finn Hudson, Quinn Fabray, Kurt Hummel, Blaine Anderson, Marley Rose, Jake Puckerman, Artie Abrams et Betty Pillsbury - 4x14
  - Mamma Mia (ABBA) avec Rachel Berry, Kurt Hummel, Blaine Anderson, Kitty Wilde, Marley Rose et les New Directions - 4x17
  - At the Ballet (en) (A Chorus Line) avec Rachel Berry, Kurt Hummel et Isabelle Wright - 4x20

#### Saison 5
- - Hard Day's Night (The Beatles) avec Rachel Berry - 5x01 
  - Here Comes the Sun (The Beatles) avec Dani - 5x02
  - Let It Be (The Beatles) avec Rachel Berry, Kurt Hummel, Artie Abrams, Tina Cohen-Chang et les New Directions - 5x02
  - Seasons of Love (Rent) avec Mercedes Jones, Noah Puckerman, Kurt Hummel, Mike Chang et les New Directions - 5x03
  - Roar (Katy Perry) avec Kurt Hummel, Dani, Elliot "Starchild" Gilbert, Rachel Berry et les New Directions - 5x04
  - Just The Way You Are (Billy Joel) avec Rachel Berry, Kurt Hummel, Blaine Anderson et Sam Evans - 5x06
  - Here Comes Santa Claus (en) (Elvis Presley) avec Rachel Berry et Kurt Hummel - 5x08
  - The Chipmunk Song (Christmas Don't Be Late) (en) (Alvin et les Chipmunks) avec Rachel Berry, Kurt Hummel et Cody - 5x08
  - Away in a Manger (en) (chanson traditionnelle) avec Rachel Berry, Kurt Hummel et les New Directions - 5x08
  - Brave (en) (Sara Bareilles) avec Rachel Berry - 5x09
  - Every Breath You Take (The Police) avec Rachel Berry - 5x09
  - Gloria (Laura Branigan) avec Rachel Berry et Elliott Gilbert - 5x10
  - Hold On (en) (Wilson Phillips) avec Rachel Berry, Tina Cohen-Chang, Kurt Hummel, Dani, Sam Evans, Artie Abrams, Blaine Anderson et Elliott Gilbert - 5x10
  - Toxic (Britney Spears) avec Quinn Fabray et Brittany Pierce - 5x12
  - Valerie (Amy Winehouse et Mark Ronson) avec Brittany Pierce - 5x12
  - Be Okay (Oh Honey) avec Rachel Berry - 5x13
  - Doo Wop (That Thing) (Lauryn Hill) avec Mercedes Jones - 5x18
  - Take Me Home Tonight (en) (Eddie Money) avec Artie Abrams, Rachel Berry, Kurt Hummel, Blaine Anderson, Sam Evans, Mercedes Jones et Maggie Banks - 5x19

#### Saison 6
- - Take On Me (A-ha) avec les anciens. - 6x02
  - Problem (Ariana Grande feat Iggy Azalea) avec Artie Abrams, Quinn Fabray et Brittany Pierce - 6x02
  - Mustang Sally (Wilson Pickett) avec Roderick, Quinn Fabray et Brittany Pierce - 6x02
  - Home (Edward Sharpe and the Magnetic Zeros) avec Rachel Berry, Brittany Pierce, Noah Puckerman, Kurt Hummel, Mason, Madison, Spencer, Jane, Roderick, Tina Cohen-Chang, Artie Abrams - 6x02
  - You Learn / I've Got A Friend (Alanis Morissette et Carole King) avec Rachel Berry, Brittany Pierce, Noah Puckerman, Kurt Hummel, Quinn Fabray, Tina Cohen-Chang - 6x03
  - I Feel The Earth Move / Hand In My Pocket (Alanis Morissette et Carole King) avec Brittany Pierce - 6x03
  - Baby It's You (The Shirelles) avec Mercedes Jones, Rachel Berry et Brittany Pierce - 6x06
  - Our Day Will Come (chant traditionnel) avec Brittany Pierce, Blaine Anderson et Kurt Hummel - 6x08
  - I Lived (OneRepublic) avec tous les personnages de Glee excepté Marley Rose et Rory Flanagan - 6x13